# 自動車運搬船

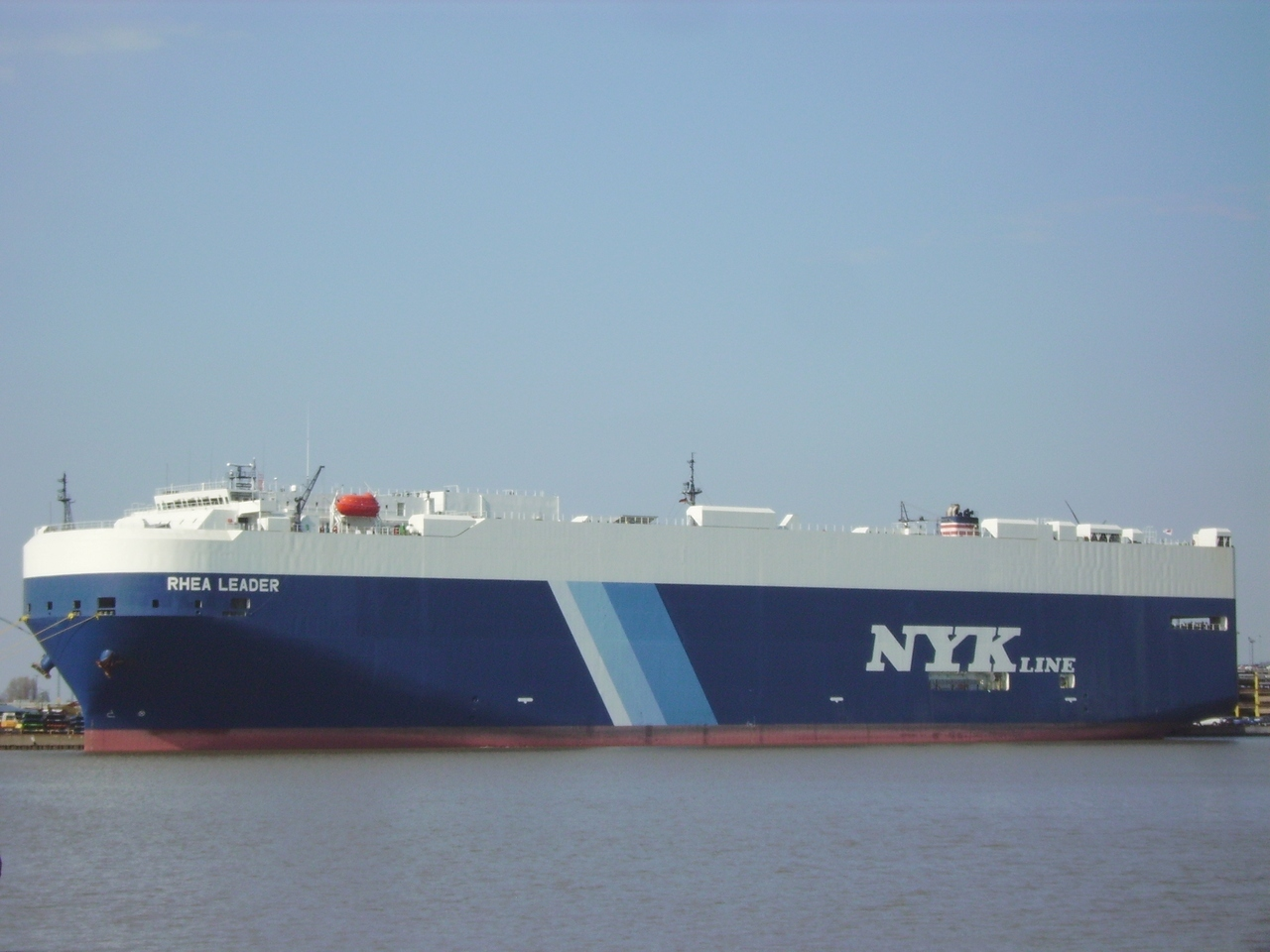
自動車運搬船 レア・リーダー(RHEA LEADER)
（63,004総トン）

自動車運搬船（じどうしゃうんぱんせん）とは、自動車の運搬に特化した構造を有する船である。自動車専用船とも言う。

## 概要
船内に複層の車両甲板を持ち、各種自動車を積載できるという点ではフェリーやRO-RO船に類似するが、商取引を目的とした商品としての自動車を大量に航送する目的で造られているため、商品ではない自動車を輸送するフェリーとは構造が異なる。内部は立体駐車場のような多層デッキになっている。
一般的な貨物船との大きな違いは、積載し輸送する貨物（自動車）が自走して積み込まれ、また荷降ろしされることで、港湾での作業に使うためのクレーンを備えず、船内は自動車を最大限積載する（最大限載せるために作業員が運転して隙間なく停める）ために各層の天井高が各種自動車に合わせた必要最小限の高さに設計されている（内航フェリーやRO-RO船の場合は大型トラックの最大高の3.8mを想定して天井高が設定されている）。

## 歴史

### 初期

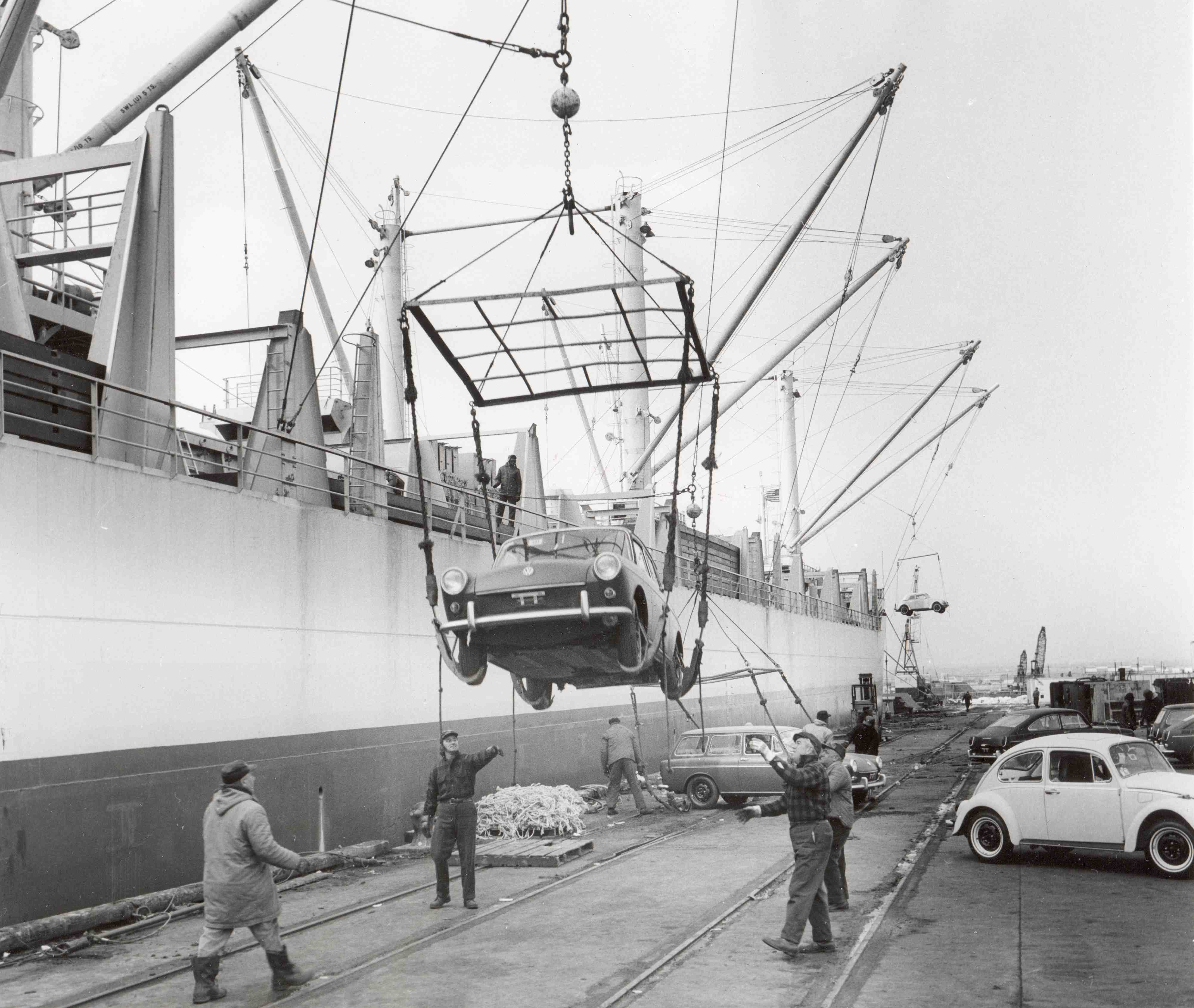
在来型貨物船への乗用車の積込（1969年）

二国間で、船を使った自動車の輸出入を行う際には、他の貨物と混送（混載）させることが一般的であった。しかし、1960年代に日本の自動車生産が活発になると、車体に海水や傷が付かないような積載方法が求められる自動車は船舶会社から敬遠されるようになり、自動車輸送に特化した船が構想されるようになった。
1950年代、アメリカ五大湖にむかう西欧の鉄鉱石船が往航の空船を利用し自動車を運ぶようになり、1953年にばら積み船の倉内に自動車運搬のための取外し式甲板を持つ最初の自動車兼ばら積み改造船「Jakarta」が就航、1955年にはスウェーデンのワレニウス社により新造自動車兼ばら積み船「Rigoletto」「Traviata」が就航し、1970年代にかけて自動車兼ばら積み船の大型化が図られ「カーバルカー」（Car Bulker）と総称された。
1950年代から1960年代初頭にかけてはクレーンを用いたLO-LO方式で自動車輸入が行われていたが、重ね積みができず倉内で多くのスペースを占有し傷つきやすくてクレームが多く運賃が安いなど歓迎されざる貨物であったため、1960年代には荷役が早く自動車を傷つけることのないRO-RO方式による自動車運搬船の開発がすすめられ1963年にワレニウス社がLo-Lo荷役設備を備えながらRO-RO方式を採用した「Aniara」を建造。
日本でも自動車輸出の増加に伴い、対米輸出に力を入れていた日産自動車が1965年（昭和40年）に大阪商船三井船舶と共同で海外の自動車運搬船を研究し、日本 - アメリカ合衆国航路用にRO-RO方式を取り入れた外航自動車兼ばら積み船「追浜丸（おっぱままる）」を建造。乗用車換算で1,200台を積載した。その後も日産自動車は、「追浜丸」と同型の「座間丸」などを建造。トヨタ自動車も1968年に「第一とよた丸」（川崎汽船運航）を建造して自動車運搬船の利用に踏み切った。

### 専用船時代
日本では一部でLo-Lo方式の一般貨物船での自動車輸送が行われていたが、積載台数が少なく非効率なため陸上輸送を主としていた。しかし、自動車の生産増加と都市の交通事情の悪化や地方で道路整備が進まないことから遠隔地への自動車の陸上輸送が困難となり、1962年（昭和37年）に大同海運が世界で初めてRO-RO方式を採用した沿海自動車専用船「東朝丸」を建造。京浜または名古屋から関門地域の間で中型乗用車最大148台を輸送した。また、1964年（昭和39年）9月には東洋工業専属の海運会社、戸田海運（現・マツダロジスティクス）が宇品造船所で「東洋丸」（満載排水量1,500トン、車両積載能力250台）を建造する。東洋工業は自社の出荷台数増に対して国鉄貨車の割当台数がなかなか増えないことから、国内への出荷について海運を重点的に用いる政策を取っていた。
それまで使われていた自動車兼ばら積み船は復航の集荷が予定通りにできずに計画通りの出荷に支障を及ぼしたり、ばら積みの貨物の残渣が自動車に降りかかり塗装を傷めるといったデメリットがあり、自動車専用船の必要性が求められるようになった。1964年にはノルウェーのディヴィ社によりRO-RO方式の自動車専用船「DYVI Anglia」を建造。しかしながらRO-RO型の自動車専用船は自動車運搬以外への転用が利かないため、1970年代まではリスク回避のため自動車兼ばら積み船が並行して整備された。
そして1970年に日本初のRO-RO式の外航自動車専用船（PCC、Pure Car Carrier）「第十とよた丸」が建造された。その後1980年代にはCKD輸出や自動車部品用のコンテナにも対応した多目的自動車輸送船も登場した。
自動車運搬船は、効率性を求めるため次第に巨大化する傾向にある。21世紀初頭に建造された自動車運搬船として、2008年に南日本造船が建造したスワンエース、同型船スウィフトエースを例に取れば、約58,600総トンの規模で、1回あたりの積載能力は12層の甲板で6,400台に達している。

## 安全性
船体重量と比較して、乾舷が高く、横風の影響を受けやすい。
重心の調節のためにバラスト水を注排水するが、それでも台風などによって流されて座礁などの海難事故を起こしやすい。
車両積載デッキは、一つの大きな空間となっており、ここに浸水すると沈没を避ける手段がなく、浸水に対しても弱い構造となっている。
また、積載する車両が火災を起こし、積荷および船体を焼損させる事故も発生している。

### 事例
以下に具体的な数件の事例を挙げる。
- フアル ヨーロッパ - 2002年（平成14年）10月1日、台風避難のため自動車3,885台を載せ横浜港を出港し駿河湾に向かったが、猛烈な暴風と高い波浪を受け、スクリュープロペラが水面上に出て過回転となって機関が停止、その後復旧したものの伊豆大島の海岸に座礁。燃料油タンク付近の船底が破損し、燃料油が流出し海岸を汚染。その後火災が発生し炎上[5]。
- クーガー・エース - 2006年7月24日、アリューシャン列島沖でバラスト水の注入不足により転覆（英語版）。
- ホーグ・オーサカ（Hoegh Osaka) - 航行中、転覆の危険が生じ、意図的に浅瀬に座礁。
- バルティック・エース（英語版） - ロッテルダム港沖合いで貨物船と衝突して沈没。
- 麗神 - 1988年、ポルトガルのポルト沖で座礁して廃船、深海に海没処分。
- SINCERITY ACE- 正栄汽船の子会社の所有し商船三井が運航するパナマ船籍の自動車運搬船。2018年12月31日、アメリカ・ハワイ沖にて船内火災が発生しフィリピン人船員1名が行方不明、4名が重体となる。鎮火後、伊万里へ曳航された後、韓国船籍に変更され、韓国に曳航して修理を実施。その後パナマ船籍に戻され現在は商船三井により運航中。
- ダイヤモンド・ハイウェー - 川崎汽船が運航するパナマ船籍の自動車運搬船。2019年6月15日頃、フィリピン沖にて火災が発生。本船は輸入高級車などを約3300台積んでいたとみられ、この影響により納車遅れが発生。船員25名は全員救助された。
- ゴールデンレイ（英語版） - 2019年9月8日、アメリカ・ジョージア州ブランズウィックの沖合で4000台余の自動車を積載した状態で転覆。
- フェリシティ・エース - 2022年2月10日、北大西洋アゾレス諸島沖で火災発生。曳航中の悪天候により、3月1日に沈没した。積荷には、リチウムイオン電池を搭載した電気自動車が相当数含まれていた。なお、本船の船員22名は脱出に成功し、全員が救助された。